# Myrionecta rubra
Myrionecta rubra или Mesodinium rubrum — вид инфузорий, входящих в состав планктона.
Форма яйцевидная, передний конец больше заднего. Диапазон размеров широкий (10-100 мкм), средняя длина 20-60 мкм. Крупные формы более асимметричны.
Плавает быстрыми рывками (10—20× длины), замирая на 1—10 с.
Данный вид, как и многие другие виды планктонных инфузорий, способен к фотоавтотрофному питанию за счет симбиоза с водорослями. Ранее считалось, что Myrionecta rubra имеет постоянных эндосимбионтов — криптофитовых водорослей. В 2000 г было показано, что эта инфузория содержит хлоропласты криптофитовых, которых она поглощает в качестве пищи (несмотря на отсутствие постоянного цитостома и цитофаринкса). Видимо, способна также к питанию бактериями. Может вызывать цветение воды (нетоксичный красный прилив) в прибрежных участках морей и эстуариях.

## Экологические данные
- Температура: 0—24 °C
- Солёность: 3—37 ‰

## Синонимы
- 1908 Halteria rubra Lohmann, Wiss Meeresuntersuch, Kiel 10: 303, Pl 17, Fig 39.
- 1929 Mesodinium rubrum Hamburger & Buddenbrock, Nord Plankton Zool 7: 152 — non Fig 20a, b.
- 1932 Cyclotrichium meunieri Powers, Biol Bull 63
- 1966 Mesodinium pulex Bakker, De levende Natuur 69: — partim, Fig 2e, f
- 1967 Mesodinium pulex Bakker, De levende Natuur 70